# スティーヴ・ヒレッジ
スティーヴ・ヒレッジ（Steve Hillage、1951年8月2日 - ）は、カンタベリー・ロックを代表する、1960年代末より活躍しているイギリスのミュージシャンである。一般的にはソロ活動、ないしゴングやシステム7といったグループに参加したことで知られている。

## 略歴
スティーヴン・シンプソン・ヒレッジ (Stephen Simpson Hillage)は、ロンドン・ウォルサムストウで生誕した。彼は1967年、「シティ・オブ・ロンドン・スクール」というパブリック・スクールに通っていたときにデイヴ・スチュワートと出会い、その後、モント・キャンベルとクリープ･ブロックスも加えて最初のバンドであるユリエル (Uriel)を結成した。そのバンド名は「尿瓶 (Urinal)」に通じるということからマネジメント側から改名させられ、1969年にはアーザケルというグループに発展するが、ヒレッジはそのバンドを「大学に進学する」という理由で脱退した。ヒレッジの脱退したバンドはメンバーを変えて1968年にエッグへと発展し、そのバンドは高い評価を得る（エッグの3枚目のアルバム『ザ・シヴィル・サーフィス』にヒレッジはゲストとして参加している）。
1971年にヒレッジは音楽界に戻りカーンを結成した（友人であるデイヴ・スチュワートがキーボードを担当した）。翌年にアルバム『宇宙の船乗り歌』を発表するが、同じ年にグループは解散した。次に彼はケヴィン・エアーズと組んだり、1973年から1974年にかけてゴングの有名な作品「ラジオ・ノーム三部作 (Radio Gnome Trilogy)」にギタリストとして参加したりと様々なグループを渡り歩く。
1975年から彼は本格的にソロ活動に転向する。彼のソロ作品は主にゴングにおける作曲と連続性を持っており、1970年代におけるジミ・ヘンドリックス以降の展開、及びパンク・ロック直前の雰囲気の中で、ギタリストとして、あるいはプログレッシブ・ロック/フュージョンの作曲家・演奏家として、着実にキャリアを積んでいった。彼のアルバム『L』は、トッド・ラングレン率いるユートピアのメンバーと録音されたものであり、さらに『グリーン』はピンク・フロイドのニック・メイスンがプロデュースにあたった。
これら1970年代の作品は、彼の長年のガールフレンドであるミケット・ジローディの協力を得てスタジオにおける複雑な制作技術を詰め込んだものである。フュージョンやスペイシーなギターサウンドはゴングのサウンドの延長線でもあったが、次第にシンセサイザーなどを取り入れたアンビエントな雰囲気へと変わっていく。この頃、ヒレッジはヒッピー文化の一人として見なされていたが、彼の作品の売り上げはパンク・ロックの到来とともに次第に下落していった。 
ヒレッジはイギリス・アンダーグラウンド文化の中心であった、ロンドンのラドブローク・グローブ周辺で時間を過ごし、ホークウインド (アンダーグラウンドの共同体的なバンド)の結成メンバーであるニック・ターナーと仕事をした。  
1979年には初期のアンビエント作品として知られる『レインボウ・ドーム・ミュージック』をリリースし、同年には『オープン』、1983年には『フォー・トゥ・ネクスト/アンド・ノット・オア』をリリースするが、その後ソロ活動は途絶える。1980年代以降、ヒレッジは音楽プロデューサーとしても仕事をしており、シンプル・マインズ、イット・バイツ、マレー・ヘッド、トニー・バンクス、ロビン・ヒッチコック等のプロデュースを行った。
1980年後半には活動が停滞していたが、1989年、ヒレッジはジ・オーブのアレックス・パターソンがクラブで『レインボウ・ドーム・ミュージック』をかけているのを聴き、それを機にジ・オーブとのコラボレーションを始める。1990年代初頭にはジローディと再び組んでシステム7を結成した。そのバンドはまもなくロンドンのアンダーグラウンドなダンスシーンの一角を形成するようになった。彼のプログレッシブ・ロックからテクノ/ダンスミュージックへの転向は一時期埋没しつつあった彼の存在を再評価させることとなる。
また、1990年代にはザ・シャーラタンズ（英バンド）のアルバム『アップ・トゥ・アワ・ヒップス』（1994年）をプロデュースした。次作もレコーディング初期段階でプロデュースを担当していたが、アルバム完成前にバンド側から解雇された。ただし、そのうちの数曲には、ヒレッジの名がプロデューサーとしてクレジットされている。
1991年には日本人アーティスト、高見沢俊彦(THE ALFEE)のソロデビューアルバム『主義-ism:』のうち4曲にプロデュースとアレンジで参加した。
ヒレッジは1998年に「アン・ドゥ・トロワ・ソレイユ (1,2,3 Soleils)」というライの音楽イベントをプロデュースしている。アルジェリア出身の歌手であるフォーデル (Faudel)、ラシッド・タハ (Rachid Taha)、ハレド (Khaled)をフィーチャーしたものである。1990年代中盤から、ヒレッジはギタリスト兼プロデューサーとして、主にラシッド・タハの音楽制作に加わっている。

## ディスコグラフィ

### スタジオ・アルバム
- 『フィッシュ・ライジング』 - Fish Rising (1975年)
- 『L』 - L (1976年)
- 『モチヴェイション・ラジオ』 - Motivation Radio (1977年)
- 『グリーン』 - Green (1978年)
- 『レインボウ・ドーム・ミュージック』 - Rainbow Dome Musick (1979年)
- 『オープン』 - Open (1979年)
- 『フォー・トゥ・ネクスト/アンド・ノット・オア』 - For To Next / And Not Or (1983年)
- Dreamtime Submersible (2008年) ※Evan Marc & Steve Hillage名義

### ライブ・アルバム
- 『ライヴ・ヘラルド』 - Live Herald (1979年)
- 『ライヴ・イン・コンサート』 - BBC Radio 1 Live: Steve Hillage Live in Concert (1992年)
- Light in the Sky - Rainbow 1977 (2003年)
- Live at Deeply Vale Festival 1978 (2004年)
- 『マディソン・スクエア・ガーデン・1977』 - Madison Square Garden 1977 (2015年)
- 『ライヴ・アット・ロックパラスト』 - Live at Rockpalast (2016年)
- 『デュッセルドルフ 1979』 - Dusseldolf (2018年)

### コンピレーション・アルバム
- Aura (1979年)